# بيل بيكمان
بيل بيكمان (بالإنجليزية: Bill Beckmann)‏ هو لاعب كرة قاعدة أمريكي، ولد في 8 ديسمبر 1907 في كلايتون في الولايات المتحدة، وتوفي في 2 يناير 1990 في فلوريسانت في الولايات المتحدة.

## وصلات خارجية
- بيل بيكمان على موقع دوري كرة القاعدة الرئيسي (الإنجليزية)
- بيل بيكمان على موقعبيزبول رفرنس.كوم (الدوري الرئيسي) (الإنجليزية)
- بيل بيكمان على موقعبيزبول رفرنس.كوم (الدوري الثانوي) (الإنجليزية)